# Centrale nucléaire Latina
La centrale nucléaire de Latina est une centrale nucléaire construite sur la commune de Latina, capitale de la province de Latina, dans la région du Latium en Italie.
La centrale comportait un unique réacteur de type Magnox, uranium naturel modéré au graphite, refroidi au gaz carbonique, d'une puissance nette de 153 MWe. La construction de la centrale a débuté le 1er novembre 1958, a divergé le 13 mai 1963 et est restée en activité jusqu'au 1er décembre 1987, date à laquelle le référendum sur l'arrêt des centrales nucléaires en Italie a décidé l'arret de la centrale.

## Histoire
Les travaux de construction de la centrale nucléaire de Latina ont débuté le 1er novembre 1958 et se sont terminés le 31 décembre 1962, date à laquelle elle a divergé. La centrale a été construite par la société SIMEA SpA dont AGIP Nucleare possédait 75% et l'IRI 25% à l'époque de sa construction. Le réacteur de la centrale utilisait la technologie de la société anglaise "The Nuclear Power". Le groupe LDT a été la première centrale nucléaire à entrer en service en Italie et, lors de sa mise en service, c'était le réacteur le plus puissant d'Europe.
Le 1er juin 1963, l'usine commença à produire de l'énergie, délivrant une puissance électrique de 220 MW mais, les risques d'oxydation constatés sur certains composants en acier doux par le gaz de refroidissement (dioxyde de carbone) à haute température a obligé ENEL, en 1969, à réduire la température de fonctionnement de 390 à 360 °C, ce qui a fait chuter la puissance de 24 % à 160 MW soit, 153 MWe nets.
Le 15 octobre 1963, la propriété de la centrale est transférée à l'ENEL.
À la suite du référendum sur l'énergie nucléaire engagé en Italie les 8 et 9 janvier 1987, après la catastrophe nucléaire de Tchernobyl en 1986, conformément à la volonté exprimée par les citoyens italiens, la centrale a été arrêtée le 1er décembre 1987. Depuis, la maintenance sécuritaire du réacteur et de l'ensemble des équipements et structures est garantie pour protéger la population et l’environnement.
Depuis le début de l'exploitation jusqu'à l'arrêt de la production, l'usine a produit environ 26 TWh d'électricité.
En 1999, SOGIN SpA est devenu propriétaire de l'usine avec pour mission de la démanteler.

### Spécifications
La centrale possédait un réacteur nucléaire Magnox, fournissant de la vapeur à trois groupes turbo-générateurs de 70 MWe fabriqués par la société "CA Parsons & Company".
Le graphite destiné au cœur du réacteur Magnox a été fabriqué par "Anglo Great Lakes Corporation Ltd" sous contrat avec A. Reyrolle & Co., une société membre du consortium « Nuclear Power Group ».
Trois groupes électrogènes diesel FIAT B3012ESS 12 cylindres développant 1 500 kW ont été installés pour fournir de l'électricité à la centrale auxiliaire, en cas de perte d'alimentation hors site (LOOP),.